# 谭熙鸿

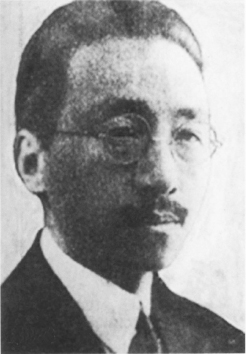

谭熙鸿（1891年—1956年3月6日），号仲逵，江苏吴县人，中国民主革命家，中华民国政治人物，中国生物学家。北京大学生物学系首任系主任，浙江大学农学院首任院长。浙江理工大学校长。

## 生平

### 革命有功
谭熙鸿在上海长大。14岁时，他考入上海电报局当练习生，16岁转正担任报务员，因拍电报的关系而结识蔡元培，被蔡元培发展为中国同盟会会员。不久，蔡元培留学德国，谭熙鸿因革命工作需要而调到天津，后参加李石曾领导的京津同盟会。
辛亥革命后，南北议和在上海举行，谭熙鸿奉派赴上海任南方代表团工作组译电员。不久，孙中山归国并在南京担任中华民国临时大总统，谭熙鸿获其聘任为总统府秘书（电讯组长），仍兼上海方面的职务，奔走于南京和上海，向孙中山汇报南北议和的消息，并向上海方面传达孙中山有关议和的指示。孙中山卸任临时大总统前，指明由稽勋局选派一批任职于南京临时政府的青年出国留学（史称“稽勋留学生”），谭熙鸿被列入首批名单，留学法国，后来获法国都鲁斯大学农业工程师以及国家博物学硕士两个学位。
在留学法国的七年时间里，谭熙鸿和同样留法的蔡元培、李石曾、吴稚晖、张静江、汪精卫及其妻子陈璧君等参加过辛亥革命的人士常有来往。其间，1913年他曾奉命归国参加二次革命。后来他还组织御侮会反对袁世凯签订二十一条。第一次世界大战结束后，他参加巴黎和会拒约运动。他还参与创办留法俭学会（即留法勤工俭学运动的前身）、留法学界西南维持会、世界社（中法民间文化交流组织）、华法教育会等组织，推动了留法勤工俭学运动。

### 任教北大
1919 年下半年，谭熙鸿学成归国，应蔡元培的邀请赴北京大学任教，途经上海时被孙中山留做助手。后经蔡元培、李石曾商议，孙中山答应仅暂时借调谭熙鸿，北京大学于1920 年4 月24 日向谭熙鸿发放了讲师聘书（当时北京大学的惯例是，专任为教
授，兼任为讲师），后经蔡元培说服，孙中山同意谭熙鸿赴北京大学任教。同年7月23日，谭熙鸿和李大钊同批获聘为北京大学教授。起初谭熙鸿在北京大学哲学系讲授进化哲学及法文，并兼任校长室秘书，不久当选国立北京八校教职员联谊会副主席（主席马叙伦）。其后他创办了北京大学生物学系并兼任首任系主任。
1921年，他和李大钊、马叙伦等领导北京国立八高校展开索薪运动，并参与组织了太平洋问题研究会；他还在北京发起成立了非宗教大同盟，并当选中央总部理事。1922年初，他参与发起赈济俄国大灾荒活动，同年10月10日参加在天安门广场举行的裁兵运动大会（蔡元培任大会总主席）。
1923年7月，苏联政府派加拉罕为全权代表，到中国同北京政府继续举行中苏建交谈判。谭熙鸿经李大钊介绍，曾会见加拉罕，二人会见的消息刊登在1923 年10 月12 日《京报》上。当时，孙中山希望中苏建交，而北京政府则不愿建交。谭熙鸿通过在各高校教授中做工作，在教授中促成了支持中苏建交的氛围。此后，李大钊、谭熙鸿共同到广州出席了中国国民党第一次全国代表大会，并同孙中山进行商讨。回到北京后，谭熙鸿联合40多名北京大学教授两次致信北京政府外交总长顾维钧，敦促中苏早日建交。
1925年北京女子师范大学校长杨荫榆压制学生引发学潮，北京政府教育总长章士钊武力解散该校，引起公愤。谭熙鸿同北京大学周树人等40多名教师公开发布《反章宣言》，助该校复课，并且在该校义务授课。同年冬，谭熙鸿参加了北京各界人士发起的争取国家关税独立运动。1926 年，英国国会处理中英庚子赔款退赔事宜时损害中国教育事业，谭熙鸿同中国教育界领袖雷殷、马叙伦、陶行知、林风眠等20多人三次向英国庚款咨询会调查团提出抗议。1926年三一八惨案发生后，段祺瑞执政府缉拿所谓“肇事者”，《京报》刊登的通缉名单列出48人，其中包括谭熙鸿、徐谦、李大钊、吴稚晖、李石曾、顾孟余等。1927年，奉军入山海关，谭熙鸿于同年3月间离开北京南下。

### A先生与B女士事件
1917年，谭熙鸿和留学法国的南洋华侨陈纬君结婚。陈纬君和陈璧君是同父异母的姐妹。1922年3月，陈纬君在北京协和医院病逝。同年秋，和陈纬君同父异母的妹妹陈淑君因陈炯明六一六事变而从广州来北京念书。不久，陈淑君同谭熙鸿结婚。
陈璧君和谭熙鸿原本因个性都很倔强而关系紧张。陈纬君逝世后，陈璧君原以为同谭熙鸿的亲戚关系已结束，不料陈淑君又嫁给谭熙鸿，令她颇感恼怒。陈璧君乃指使陈淑君在广州结识的男友沈某向北京《晨报》投诉，斥“谭熙鸿无行，陈淑君无义。”接待他的《晨报》记者为孙伏园。陈淑君随即在《晨报》上申诉称，同沈某仅相识数月，“无婚约之予定”，“淑与仲逵结婚，纯系个人自由，双方志愿”（见1923年1月17日《晨报》）。北京大学教授张竞生在《晨报》副刊发表《爱情定则与陈淑君女士事的研究》一文，为陈淑君辩护。由于媒体炒作，此事引起社会关注，甚至连梁启超、鲁迅等都出面关注此事，人称“A先生与B女士事件”。自此，谭熙鸿和陈璧君关系更加恶劣，而谭熙鸿同汪精卫也逐渐疏远。

### 学术与为官
谭熙鸿创办了浙江大学农学院并任首任院长。林垦署新成立时，他任署长，并兼任中央农业实验所所长。他还任国民政府全国经济委员会委员兼蚕丝改良委员会主任委员。抗日战争期间，他在重庆任经济部技监兼经济调查委员会主任委员。抗日战争结束后，他到上海任全国蚕丝产销协导会主任委员，主编《十年来的中国经济（1937－1946）》。他还获国民政府所颁抗日战争胜利勋章。1948年，国民政府迁往广州，谭熙鸿留在上海。国立北平研究院生理学研究所（所长朱洗）设在上海时，谭熙鸿获聘为特邀研究员。
中华人民共和国成立后，谭熙鸿继续住在上海，和时任中国科学院上海实验生物研究所所长的朱洗来往密切，共同讨论印度蓖麻蚕遗传研究工程。中国科学院上海实验生物研究所继续聘谭熙鸿为特邀研究员。1950年夏，周恩来在接见蔡无忌（蔡元培次子）、何尚平、李圣章等时，提出邀蔡柏龄（蔡元培三子，物理学家）从法国回中国工作，并提出邀谭熙鸿来北京工作。不久，中央人民政府农业部顾问参事室成立，谭熙鸿来北京任该室主任，任职至逝世。
1956年3月6日，谭熙鸿因脑溢血在北京病逝。1956年3月9日，政府在北京嘉兴寺为其举行追悼会，中央人民政府农业部部长李书城致悼词。